# Mercury

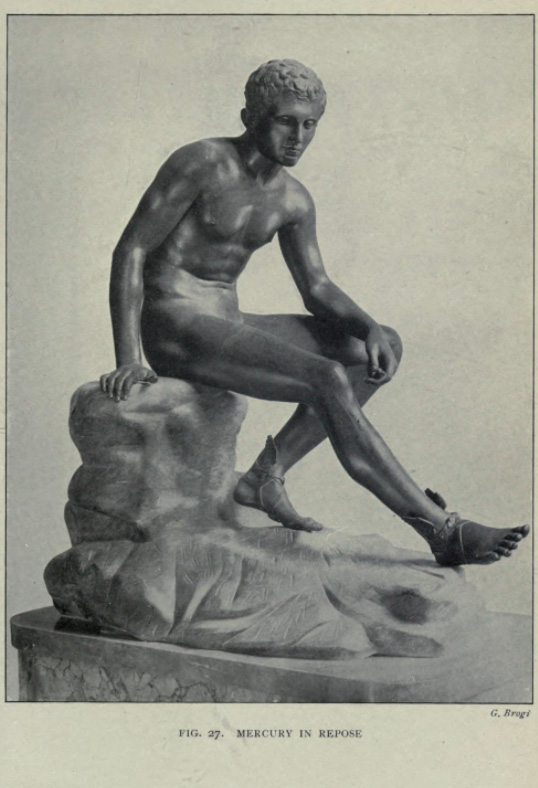
Hermes ngồi, khai quật tại Biệt thự Papyri.

Mercury (/ˈmɜːrkjʊri/; tiếng Latin: Mercurius [mɛrˈkʊrɪ.ʊs] ⓘ liên_kết=| Về âm thanh này) là một vị thần chính trong tôn giáo và Thần thoại La Mã, là một trong 12 vị thần trên đỉnh Olympus trong các đền thờ La Mã cổ đại. Ông là vị thần của lợi ích tài chính, thương mại, tài hùng biện, thông điệp, giao tiếp (bao gồm cả bói toán), khách du lịch, ranh giới, may mắn, mánh khóe và kẻ trộm; ông cũng phục vụ như là hướng dẫn của các linh hồn đến thế giới ngầm. Ông được coi là con trai của Maia, là con gái của Titan Atlas, và Jupiter trong thần thoại La Mã. Tên của thần có thể liên quan đến từ tiếng Latinh merx ("hàng hóa"; xem thương gia, thương mại, v.v.), mercari (để giao dịch) và merces (tiền lương); một kết nối khả dĩ khác là nguồn gốc gốc Proto-Ấn-Âu cho "ranh giới, biên giới" (x. Tiếng Anh cổ "mearc", " tiếng Norse cổ "mark" và tiếng Latin "margō") và tiếng Hy Lạp (theo cách tương tự của Arctūrus / ῦρ), là "người giữ ranh giới", coi vai trò của mình là cầu nối giữa thế giới trên và dưới. Trong các hình thức sớm nhất của mình, Mercury dường như có liên quan đến các vị thần Etruscan Turms; cả hai vị thần đều có chung đặc điểm với vị thần Hy Lạp Hermes. Vị thần này thường được miêu tả đang cầm caduceus trong tay trái. Tương tự như Hermes - thần tương đương Hy Lạp của mình, Mercury đã được Apollo tặng một cây đũa thần, sau đó biến thành caduceus.